# قسم الاسكا للأحداث القضائية

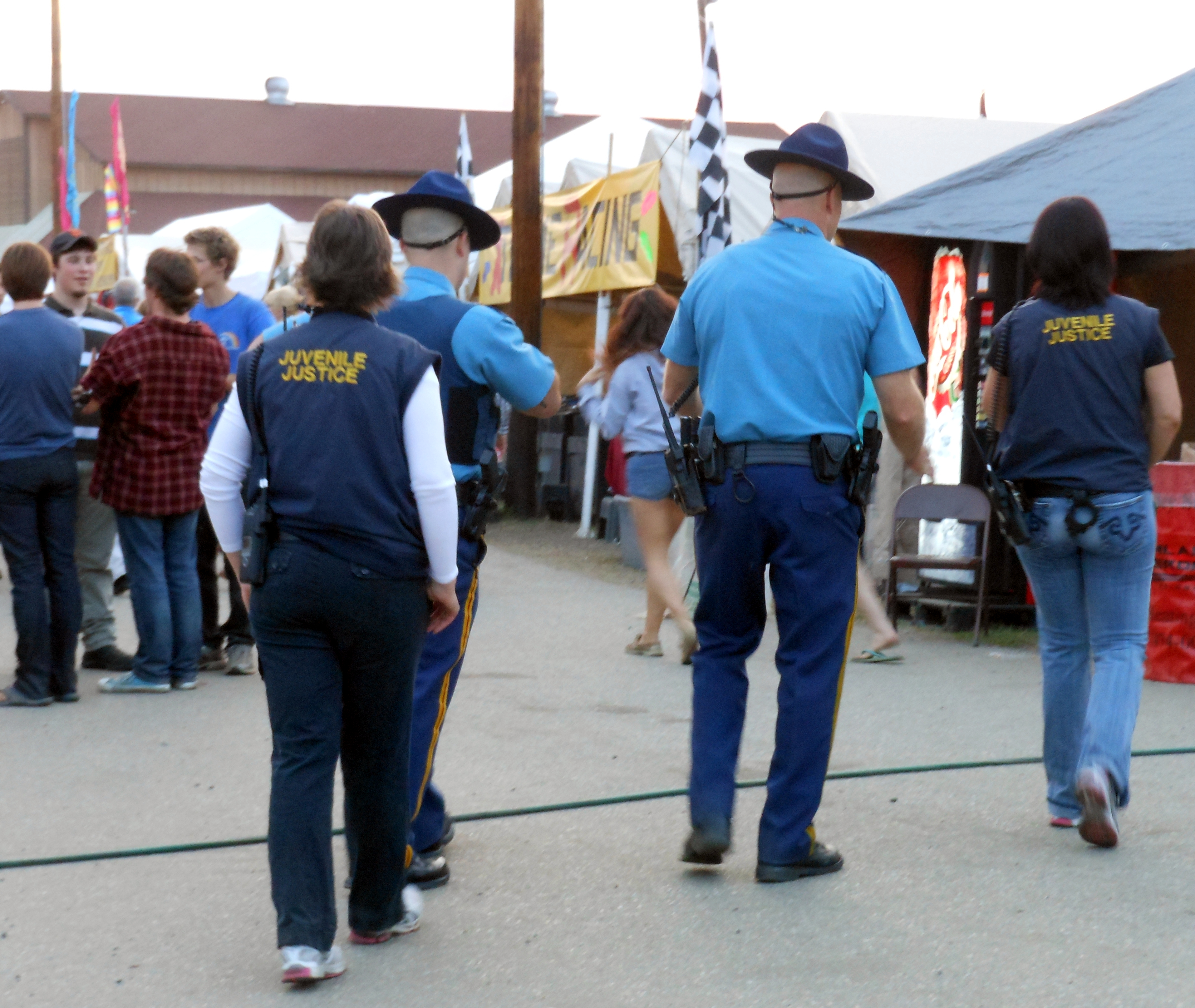

قسم الاسكا للأحداث القضائية هو وكالة حكومية تابعة لولاية الاسكا والتي تقوم بالاشراف على الأحداث الاصلاحية في المرافق الصحية وهي قسم من دائرة الاسكا للصحة والخدمات الاجتماعية وهذه الوكالة تقع في جونو.

## المنشأت
تتضمن المنشأت التالية:
- منشأة بيثل الصحية (بيثل) فترات حجز طويلة وفترات توقيف قصيرة[4] أكثر المقيمين من اهل الاسكا – المساحة الجغرافية التي خدمت من قبل المركز تتضمن بارو، فيربانكس، نومي، كوتزبيو، و56 قرية من يوكن- دلتا.[4]
- منشأة فيربانكس الصحية (فيربانكس) - فترات حجز طويلة وفترات توقيف قصيرة.[5]
- مركز جونسون الصحية (جونو) - فترات حجز طويلة وفترات توقيف قصيرة.[6]
- منشأة كيناي بنينسولا الصحية (كيناي)[7] أنشئت في السادس والعشرين من أيلول عام 2003.[8]
- منشأة مات - سو الصحية (بالمر).[9][10]
- مركز ماكلولين الصحية (أنكوريج) فترات حجز طويلة وفترات توقيف قصيرة ومراقبة منزلية.[11]
- منشأة نوم الصحية (نوم) مركز للتوقيف، يمكن استخدامه لفترات الحجزالطويلة.[12]
- منشأة كيتشيكان الصحية الإقليمية (كيتشيكان) - منشاة صحية ومركز للصحة العقلية، المنشأة تم اغلاقها في الخامس عشر من آب عام 2016[13]

```
.
```

## المهام
نحن نوفر للمواطنين الالسكانيين امكانية الوصول والاطلاع على جميع الخدمات الصحية المناسبة.
ونحن أيضا نقوم بحماية اغلبية الشعب الالسكي القيم من خلال الاشهادات واقسام الرخص.

## الرؤية
نحن سوف نبتكر خطط صحية والتي ستقوم بتحسين معايير الرعاية الصحية
لجميع الالسكانيين، جذب المزودين الممتازين، ولتصبح معروفة لدى خدمات المستهلك الرائدة.

## الاهداف الأساسية
من خلال جودة الخدمة، الاستخدام الحذر للمصادر المتوفرة، والإنتاج المرضي، الموظفين سيتمكنون من تقديم الصحة الجيدة للعملاء الذين نخدمهم عن طريق:

### المؤهل
المحافظة على المعلومات، المهارات والقدرات الشخصية ضرورية للقيام بالاعمال التي نقوم بها ومعالجة الجميع برزانة.

### الأخلاق
وضع مثال عن القيم الاخلاقية الخاصة بقسمنا، دائرتنا وولايتنا، التعرف والتصدي للمخاطر، الاحترام والتقدير لكل عضو في فريقنا.

## روابط خارجية
قسم الاسكا للأحداث القضائية.